# Carlos Enrique Taboada
Carlos Enrique Taboada Walker (D.F., 18 de julio de 1929 - 15 de abril de 1997), conocido como "el Duque del Terror", fue un director y escritor de cine mexicano, galardonado con el Premio Ariel, que se caracterizó por manejar el género de terror y suspenso, conocido por sus películas El libro de piedra, Hasta el viento tiene miedo, Más negro que la noche y Veneno para las hadas.

## Biografía
Hijo de los actores Julio Taboada y Aurora Walker, Carlos Enrique Taboada inició su carrera en 1950 como argumentista y director de programas en la naciente televisión mexicana. Su relación con el cine le dejó varios sinsabores. En 1954, desilusionado por los resultados en pantalla de su primer guion cinematográfico, Taboada se retiró de este medio por cinco años. Este alejamiento lo repetiría al final de su carrera, justo en el momento en que la crítica nacional comenzaba a valorarlo.[cita requerida]
Taboada inició su carrera en el cine como guionista, al realizar los guiones de las películas La maldición de Nostradamus, Nostradamus y el destructor de monstruos, Nostradamus, el genio de las tinieblas, La sangre de Nostradamus, y El testamento del vampiro, todas rodadas en el año de 1959, además de escribir esas 4 películas, escribe otra serie de cintas: Aventuras de Chucho el Roto, Captura de Chucho el Roto y La entrega de Chucho el Roto.
Al iniciar la década de 1960, trabajó en los guiones de la comedia de humor negro El malvado Carabel (1960), basada en una novela de Wenceslao Fernández Flórez, y la historia de horror El espejo de la bruja (1962) dirigida por Chano Urueta. 
En 1964, Taboada comienza su carrera como director con La recta final (1964). Sus siguientes películas, Hasta el viento tiene miedo, El libro de piedra, lo volvieron referente en el cine de terror gótico. En 1970 estrenó 4 películas: El arte de engañar, El deseo en otoño, El negocio del odio y La fuerza inútil, para concluir su serie de suspenso con Rapiña de 1973, protagonizada por Ignacio López Tarso y Germán Robles.
En 1975, retomó al terror gótico con Más negro que la noche, y siguió con La guerra santa (1977), su obra más ambiciosa y costosa. Tras esta película, Taboada se alejó de la dirección, dándole prioridad a su escritura. En 1984, estrena Veneno para las hadas, con la que recibió excelentes críticas y cuatro Premio Ariel, incluyendo mejor película y mejor director. Sin embargo, las condiciones de su exhibición y las escasas ocasiones en que ha sido transmitida por la televisión mexicana han provocado que ésta sea la menos conocida de sus cintas.[cita requerida]
Tras su muerte en 1997, su obra comenzó a recibir una mayor apreciación.

## Legado y reconocimientos
Sus películas fueron homenajeadas con nuevas adaptaciones, o remakes, de sus películas, incluyendo la versión de 2007 Hasta el viento tiene miedo, dirigida por Gustavo Moheno y protagonizada por Martha Higareda, Danny Pereda, Verónica Langer y Valeria Ciangherotti, la cual se convirtió en una de las películas de terror mexicanas con mayor éxito en taquilla.
En 2009, se estrenó una nueva versión de El libro de piedra con Evangelina Sosa, Plutarco Haza y Ludwika Paleta. En el 2014 se estrenó la adaptación de Más negro que la noche, primer filme mexicano filmado enteramente en formato 3D y protagonizado por Zuria Vega y Eréndira Ibarra. En 2015, se realizó una adaptación de su película inconclusa Jirón de Niebla, dirigida por Julio César Estrada.
El periodista Antonio Camarillo publicó, en 2011, Taboada, libro que presenta una biografía del cineasta y una revisión de toda su obra. Publicada en coedición de Editorial JUS, IMCINE y Mórbido, se presentó en el Festival Internacional de Cine en Guadalajara.
En 2023, se estrenó en México el documental Jirón, realizado por Christian Cuevas en 2014, el cual presenta la investigación de Cuevas sobre la desaparición de la última película de Taboada, Jirón de Niebla.En ese mismo año, la compañía de distribución Vinegar Syndrome lanzó una caja edición especial con las películas Veneno para las Hadas, Más negro que la noche y Rapiña en formato blu-ray, la cual incluye un libro con tres ensayos sobre las películas, materiales adicionales especiales y un videoensayo sobre su obra.
Directores como Guillermo del Toro, Quentin Tarantino, Daniel Gruener, Leopoldo Laborde y Víctor Osuna, entre otros, han dicho tener fuerte influencia de él.[cita requerida]

### Premios
| Año  | Premio        | Película              | Categoría                   | Resultado |
| ---- | ------------- | --------------------- | --------------------------- | --------- |
| 1985 | Premios Ariel | Veneno para las hadas | Mejor Película              | Ganador   |
| 1985 | Premios Ariel | Veneno para las hadas | Mejor Dirección             | Ganador   |
| 1985 | Premios Ariel | Veneno para las hadas | Mejor Guion Cinematográfico | Nominado  |
| 1979 | Premios Ariel | La guerra santa       | Mejor Guion Cinematográfico | Nominado  |
| 1979 | Premios Ariel | La guerra santa       | Premio especial             | Ganador   |

## Filmografía
| Año  | Título                      | Notas                              |
| ---- | --------------------------- | ---------------------------------- |
| 1989 | Jirón de Niebla             | Película considerada perdida       |
| 1984 | Veneno para las hadas       |                                    |
| 1977 | La guerra santa             |                                    |
| 1975 | Más negro que la noche      |                                    |
| 1973 | Rapiña                      |                                    |
| 1970 | El negocio del odio         |                                    |
| 1970 | ¿Quién mató al abuelo?      |                                    |
| 1970 | El arte de engañar          | Estrenada en 1972                  |
| 1970 | La fuerza inútil            | Estrenada en 1972                  |
| 1970 | Rubí                        | Codirigida con Emilio Gómez Muriel |
| 1968 | El libro de piedra          |                                    |
| 1968 | Hasta el viento tiene miedo |                                    |
| 1968 | Vagabundo en la lluvia      |                                    |
| 1967 | El juicio de Arcadio        |                                    |
| 1964 | La recta final              |                                    |

| Año  | Título                                         | Notas                                              |
| ---- | ---------------------------------------------- | -------------------------------------------------- |
| 1999 | Reclusorio III                                 |                                                    |
| 1998 | Fuera de ley                                   |                                                    |
| 1997 | Reclusorio                                     |                                                    |
| 1995 | Los cómplices del infierno                     |                                                    |
| 1995 | La víbora                                      |                                                    |
| 1994 | El rencor de los humildes                      |                                                    |
| 1994 | Una maestra con ángel                          |                                                    |
| 1993 | Perseguido                                     |                                                    |
| 1992 | La mujer doble                                 | Serie de televisión; 115 episodios                 |
| 1991 | La Telaraña                                    | Serie de televisión; 6 episodios                   |
| 1991 | Silencio de muerte                             |                                                    |
| 1990 | Herencia maldita                               | Serie de televisión, 116 episodios                 |
| 1990 | Las dos caras de la muerte                     |                                                    |
| 1990 | Ellos trajeron la violencia                    |                                                    |
| 1989 | Dos tipas de cuidado                           |                                                    |
| 1988 | Solicito marido para engañar                   |                                                    |
| 1988 | Pasaporte a la muerte                          |                                                    |
| 1987 | Senda de gloria                                | Serie de televisión, 134 episodios                 |
| 1987 | El último túnel                                |                                                    |
| 1987 | La Coyota                                      | Basada en la historia de Ernesto Juárez            |
| 1986 | Lista negra                                    | Serie de televisión, 1 episodio                    |
| 1984 | Veneno para las hadas                          |                                                    |
| 1981 | El sembrado ajeno                              | Cortometraje                                       |
| 1979 | Crónica de un hecho                            | Cortometraje                                       |
| 1979 | La guerra santa                                |                                                    |
| 1978 | Donde termina el camino                        | Serie de televisión, 13 episodios                  |
| 1978 | Rosalía                                        | Telenovela, 253 episodios                          |
| 1976 | Tiempo y destiempo                             |                                                    |
| 1976 | Más negro que la noche                         |                                                    |
| 1975 | Noche de muerte                                |                                                    |
| 1975 | Rapiña                                         |                                                    |
| 1975 | Santo en Anónimo mortal                        |                                                    |
| 1973 | Fuga en la noche                               |                                                    |
| 1972 | El carruaje                                    | Serie de televisión, 44 episodios                  |
| 1972 | ¿Quién mató al abuelo?                         |                                                    |
| 1972 | El arte de engañar                             |                                                    |
| 1972 | La fuerza inútil                               |                                                    |
| 1972 | El negocio del odio                            |                                                    |
| 1971 | Siete muertes para el texano                   |                                                    |
| 1970 | Rubí                                           |                                                    |
| 1969 | La trinchera                                   |                                                    |
| 1969 | El libro de piedra                             |                                                    |
| 1968 | Vagabundo en la lluvia                         |                                                    |
| 1968 | Hasta el viento tiene miedo                    |                                                    |
| 1968 | La noche del halcón                            |                                                    |
| 1968 | Vestidas y alborotadas                         |                                                    |
| 1967 | Caballos de acero                              |                                                    |
| 1967 | Alma Grande en el desierto                     |                                                    |
| 1967 | Chanoc                                         |                                                    |
| 1967 | A la sombra del sol                            |                                                    |
| 1966 | Solo para ti                                   |                                                    |
| 1966 | La recta final                                 |                                                    |
| 1966 | Alma Grande                                    |                                                    |
| 1965 | El juicio de Arcadio                           |                                                    |
| 1965 | Alma llanera                                   |                                                    |
| 1965 | Guitarras lloren guitarras                     |                                                    |
| 1964 | Dos caballeros de espada                       |                                                    |
| 1964 | El espadachín                                  |                                                    |
| 1964 | El corrido de María Pistolas                   |                                                    |
| 1963 | La máscara de jade                             |                                                    |
| 1963 | Baila mi amor                                  |                                                    |
| 1963 | Así es mi México                               | Basada en la historia de Raúl de Anda              |
| 1963 | El charro negro contra la banda de los cuervos |                                                    |
| 1963 | Vuelven los Argumedo                           |                                                    |
| 1962 | La sangre de Nostradamus                       |                                                    |
| 1962 | Nostradamus, el genio de las tinieblas         |                                                    |
| 1962 | Ahí vienen los Argumedo                        |                                                    |
| 1962 | La entrega de Chucho el Roto                   |                                                    |
| 1962 | El espejo de la bruja                          |                                                    |
| 1962 | Twist, locura de la juventud                   |                                                    |
| 1962 | El malvado Carabel                             | Basada en una novela de Wenceslao Fernández Flórez |
| 1962 | Nostradamus y el destructor de monstruos       |                                                    |
| 1961 | La telaraña                                    | Serie de televisión, 53 episodios                  |
| 1961 | La captura de Chucho el Roto                   |                                                    |
| 1961 | Que me maten en tus brazos                     |                                                    |
| 1961 | Aventuras de Chucho el Roto                    |                                                    |
| 1961 | La maldición de Nostradamus                    |                                                    |
| 1961 | El pandillero                                  |                                                    |
| 1961 | Tirando a matar                                |                                                    |
| 1960 | Orlak, el infierno de Frankenstein             |                                                    |
| 1960 | Chucho el Roto                                 |                                                    |
| 1955 | Kid Tabaco                                     |                                                    |